# Konrad von Alberti
Konrad Wolfgang von Alberti (Stuttgart, 17 juli 1894 - Sillenbuch, 1 augustus 1967) was een Duitse officier en Generalmajor tijdens de Tweede Wereldoorlog.

## Leven
In augustus 1913 slaagde Alberti voor zijn Abitur aan de humanistische Karls-Gymnasium in Stuttgart. Op 26 juni 1913 trad Alberti als Fahnenjunker in dienst van het Württembergs leger. Hij werd als Offiziersanwärter bij het 1. Württembergisches Grenadier-Regiment "Königin Olga" Nr. 119 geplaatst. Zijn vader had ook bij de onderdeel gediend. In dit regiment werd hij op 7 augustus 1914 tot Leutnant bevorderd.

### Eerste Wereldoorlog
Alberti werd als Zugführer  (pelotonscommandant) aan het front ingezet. Na enkele weken raakte hij gewond. Eind 1914 kwam hij weer naar zijn regiment terug. Tijdens de Eerste Wereldoorlog werd hij op verschillende functies in zijn regiment ingezet. Op 22 maart 1918 werd Alberti tot Oberleutnant bevorderd. Tijdens de Eerste Wereldoorlog werd hij met beide klassen van het IJzeren Kruis 1914 en het Gewondeninsigne 1918 in zwart onderscheiden.

### Interbellum
Na de Eerste Wereldoorlog werd Alberti in de Reichswehr opgenomen. In het voorjaar van 1920, werd hij in het overgangsleger als ordonnansofficier bij het Reichswehr-Schützen-Regiment 25 geplaatst. Bij het opbouwen van het 100.000 man sterke Reichsheer van de Reichswehr, werd hij in het 13. (Württ.) Infanterie-Regiment ingezet. Op 1 oktober 1921 werd hij als eskadronsofficier in 13. (Preuß.) Reiter-Regiment geplaatst. Vanuit deze eenheid werd hij voor een Führergehilfenausbildung bij de staf van de 5e Divisie naar Stuttgart gecommandeerd. Op 1 oktober 1923 werd Alberti weer bij het 13. (Württ.) Infanterie-Regiment geplaatst. Bij het 13e werd hij nu in de 4e (MG) compagnie in Stuttgart ingezet. Op 1 april 1926 werd hij tot Hauptmann bevorderd. Als gevolg van zijn bevordering tot Hauptmann, werd hij bij de staf van het 1e bataljon van het 13. (Württ.) Infanterie-Regiment overgeplaatst. Op 1 oktober 1927 werd hij Alberti tot chef van de 6e compagnie van het 13. (Württ.) Infanterie-Regiment in Ludwigsburg benoemd. Op 1 april 1931 werd hij naar het opleidingseskadron van het 13. (Preuß.) Reiter-Regiment in Hannover geplaatst. In het voorjaar van 1933 werd hij bij de staf van de 1e Divisie van de Reichswehr naar Königsberg overgeplaatst. Op 1 april 1934 als leraar tactiek aan de infanterieschool in Dresden ingezet. Als zodanig werd hij op 1 juli 1934 tot Majoor bevorderd. Vanaf  1 januari 1935 tot 12 oktober 1937 was hij als leraar tactiek aan de heropende Kriegsschule  (militaire school) in Dresden ingezet. Op 1 januari 1937 werd Alberti tot Oberstleutnant bevorderd.

### Tweede Wereldoorlog
Van 12 oktober 1937 tot 24 september 1939 was hij commandant van het 2e bataljon van het 50e Infanterieregiment in Küstrin. Hij leidde het bataljon tijdens de Poolse Veldtocht. En vervolgens was hij van 24 september tot 10 november 1939 commandant van het 284e Infanterieregiment. Op 1 november 1939 werd hij tot Oberst bevorderd. Op 10 november 1939 gaf hij zijn commando over het 284e Infanterieregiment weer af. Tussen 10 november 1939 en 17 juli 1941 was hij commandant van het Feldkommandant 580, en van 17 juli 1941 tot 30 mei 1942 van het Feldkommandant 240. Op 30 mei 1942 gaf hij zijn commando weer af, en werd in het Führerreserve (Berück) geplaatst. Vanaf 30 mei 1942 tot 20 juni 1942 werd Alberti voor besonderen Verwendungen (bijzondere gebruik) bij de opperbevelhebber van de Heeresgruppe Süd  (Legergroep Zuid) de Generalfeldmarschall Fedor von Bock ingezet. Aansluitend was hij van 20 juni 1942 tot 7 januari 1943 commandant van het 179e Infanterieregiment. Door een verwonding lag hij van 7 tot 22 januari 1943 in een veldhospitaal. Aansluitend werd hij tot 16 mei 1943 in het Führerreserve geplaatst. Vanaf 20 maart 1943 werd hij naar de 2. Divisionsführerlehrgang gecommandeerd. Op 1 april 1943 werd Alberti tot Generalmajor bevorderd. Hij was inmiddels met de beide klassen van het Herhalingsgesp bij IJzeren Kruis 1939 onderscheiden. Op 16 mei 1943 werd Alberti tot commandant van de 246. Infanterie-Division  (246e Infanteriedivisie) benoemd. Met de 246e Infanteriedivisie werd hij in de midden sector van het Oostfront ingezet. Op 12 september 1943 werd Alberti door de Generalmajor Heinz Fiebig als commandant weer afgelost. In 1943 trok hij met zijn divisie en het 9. Armee  (9e Leger) samen, tijdens Operatie Büffelbewegung in de achterhoede gelegen stellingen bij Duchowschtschina terug. Hierna werd hij in het Führerreserve geplaatst. Vanaf 28 september tot 15 november 1943 was Alberti met de controle van de opleiding en training van officieren in het Wehrkreis V (5e militaire district) in Stuttgart belast. Aansluitend was hij vanaf 15 november 1943 tot 18 juli 1944 chef van de opleiding en training in de staf van het Wehrkreis XIII. (13e militaire district) in Neurenberg verantwoordelijk. Hierna was Alberti commandant van de Divisionsverbindungskommando 182 bij de 3ª Divisione fanteria di marina "San Marco" in de Italiaanse Sociale Republiek. Hij werd weer van 1 oktober tot 1 november 1944 in het Führerreserve geplaatst. Vanaf 25 oktober 1944 leidde hij het Wehrmachtskommandantur Mannheim/Ludwigshafen, waarna Alberti vanaf 1 november 1944 tot commandant van het Kampfbereiches XII Süd benoemd werd. Vanaf 26 maart 1945 tot het einde van de oorlog leidde hij de naar hem genoemde Gruppe von Alberti. Op 5 mei 1945 raakte hij in Amerikaans krijgsgevangenschap. En werd daar weer op 26 juni 1947 uit vrijgelaten.

## Na de oorlog
Over het verdere verloop van zijn leven is niets bekend. Op 1 augustus 1967 overleed hij in Sillenbuch.

## Militaire carrière
- Generalmajor: 1 april 1943[2][7][8]
- Oberst: 1 november 1939[2][8]
- Oberstleutnant: 1 januari 1937[2][8]
- Major: 1 juli 1934[2][8]
- Hauptmann: 1 april 1926[2][8]
- Oberleutnant: 22 maart 1918[2][8]
- Leutnant: 7 augustus 1914[2][8]
- Fähnrich: 22 maart 1914[2]
- Fahnenjunker-Unteroffizier: 29 november 1913[2]
- Fahnenjunker-Gefreiter: 23 september 1913[2]
- Fahnenjunker: 26 juni 1913[8]

## Onderscheidingen
- IJzeren Kruis 1914, 1e Klasse[2][8][9] en 2e Klasse[2][8][9]
- Herhalingsgesp bij IJzeren Kruis 1939, 1e Klasse[2][8] (9 oktober 1942[9]) en 2e Klasse[2][8] (1 november 1939[9])
- Gewondeninsigne 1918 in zwart[2][9]
- Erekruis voor Frontstrijders in de Wereldoorlog[2][9]
- Ridder der Tweede Klasse in de Frederiks-Orde[9] met Zwaarden[2]
- Ridder in de Militaire Orde van Verdienste[2][7][9]
- Kruis voor Militaire Verdienste (Oostenrijk-Hongarije), 3e Klasse[9] met Oorlogsdecoratie[2]
- Erebladgesp op 28 maart 1943 als Oberst en Commandant van het 17e Infanterieregiment[2],  62e Infanteriedivisie, Heer[7][9]
- Kruis voor Oorlogsverdienste, 1e Klasse (30 januari 1942[9]) en 2e Klasse met Zwaarden

## Publicaties
- (de)  Unterführer-Merkbuch für die Schützen- und Maschinengewehr-Kompanie, Mitautor Fritz Kühlwein, E.S. Mittler & Sohn, Berlin, 9. Auflage 1939
- (de)  Schützenzug und Kompanie im Gefecht, Mitautor Fritz Kühlwein, E.S. Mittler & Sohn, Berlin, 5. Auflage 1940